# Platygaster molsensis
Platygaster molsensis är en stekelart som beskrevs av Peter Neerup Buhl 1995. Platygaster molsensis ingår i släktet Platygaster och familjen gallmyggesteklar. Arten är reproducerande i Sverige. Inga underarter finns listade i Catalogue of Life.